# Ольховый Рог (Ростовская область)
Ольхо́вый Рог (прежнее название Балоба́новка) — село в Миллеровском районе Ростовской области. Административный центр Ольхово-Рогского сельского поселения.

## География

### Улицы
| - ул. Вокзальная, - ул. Гагарина, - ул. Дружбы, - ул. Заречная, - ул. Лозовая, - ул. Луговая, | - ул. Мира, - ул. Молодёжная, - ул. Набережная, - ул. Ольховая, - ул. Приозерная, - ул. Речная, | - ул. Садовая, - ул. Солнечная, - ул. Сосновая, - ул. Стадионная, - ул. Степная, - ул. Титова. |

## История
В XVII веке назывался хутор Балобановка, большую часть населения составляли немцы. Принадлежал хутор пану Балобанову. В XVIII веке стал принадлежать пану Виноградову. До сих пор на другой стороне реки Калитва остался панский сад Виноградова (груши, яблоки, орехи). В 1946 году немцы были выселены в Сибирь, хутор переименовали в Ольховый Рог.
Село Ольховый Рог при реке Калитва, в 82 верстах от окружной станицы. В 1763 году у старшины Максима Федотова на два хутора в Поганом Леску и Ольховом Рогу было 129 жителей м. п. В 1768 году у старшины Максима Федотова при реке Калитве в урочище Ольховом Рогу был хутор. Из дела от 28 июля 1810 года известно, что генерал-майорша Ефимия Фёдоровна Краснощёкова 28 июля 1774 года купила у жительствующей в Черкасске Дарьи Федотовой, вдовы старшины, слободу Ольховскую за 610 рублей [3. С. 210]. По статистическому описанию 1822–1832 годов в посёлке Ольховый Рог значатся 102 крестьянских дома и водяная мельница [23. С. 179].

## Население
| 2010 |
| ---- |
| 893  |

## Достопримечательности
.Территория Ростовской области была заселена еще в эпоху неолита. Люди, живущие на древних стоянках и поселениях у рек, занимались в основном собирательством и рыболовством. Степь для скотоводов всех времён была бескрайним пастбищем для домашнего рогатого скота. От тех времен осталось множество курганов с захоронениями  жителей этих мест. Курганы и курганные группы находятся на государственной охране.
Поблизости от территории села Ольховый Рог Миллеровского района расположено несколько достопримечательностей – памятников археологии. Они охраняются в соответствии с Федеральным законом от 25.06.2002 N 73-ФЗ "Об объектах культурного наследия (памятниках истории и культуры) народов Российской Федерации", Областным законом от 22.10.2004 N 178-ЗС "Об объектах культурного наследия (памятниках истории и культуры) в Ростовской области", Постановлением Главы администрации РО от 21.02.97 N 51 о принятии на государственную охрану памятников истории и культуры Ростовской области и мерах по их охране и др. 
- Курган "Глиняный". Находится на расстоянии около 0,7 км к северо-западу от села Ольховый Рог.
- Курган "Россоватый". Находится на расстоянии около 3,0 км к северо-северо-западу от села Ольховый Рог.
- Курганная группа "Ближний яр I"  (2 кургана). Находится на расстоянии около 2,3 км к северо-востоку от села Ольховый Рог.
- Курганная группа "Ближний яр II" (2 кургана). Находится на расстоянии около 6,0 км к северо-востоку от села Ольховый Рог.
- Курганная группа "Ольховый рог I" (5 курганов). Находится на расстоянии около одного километра к западу от села Ольховый Рог.
- Курганная группа "Ольховый рог II" (9 курганов). Находится на расстоянии около 1,75 км к западу от села Ольховый Рог.
- Курганная группа "Ольховый рог III" (2 кургана). Находится на расстоянии около 2,0 км к западу-юго-западу от села Ольховый Рог[3].